# Centrolene buckleyi
A Centrolene buckleyi  a kétéltűek (Amphibia) osztályába, a békák (Anura) rendjébe, ezen belül az üvegbékafélék (Centrolenidae) családjának Centrolene nembe tartozó faj.

## Előfordulása
Kolumbiában, Ecuadorban és Peruban él. Természetes élőhelye a szubtrópusi és trópusi nedves hegyi erdők és folyóvizek, valamint magas fekvésű rétek és bokros területek. Állományai az élőhely pusztulása következtében ritkulnak.